# 唐陵
唐陵，晋昌郡冥安县（今甘肃省瓜州县东南）人，南北朝政治人物。父亲为唐永，西魏官员。
唐陵少年时习武艺，非常闲熟吏职，历任大都督、应州刺史、车骑大将军、仪同三司。
唐陵子唐悟，北周大象年间，被周宣帝任为内史下大夫、汉阳公；唐懿，字君德，隋、相二州刺史；唐防，工部員外郎，唐次的曾祖父。
唐陵弟唐瑾，唐瑾子唐令则。

## 传记文献
- 《北史》卷67
- 《周书》卷32